# Copa Hopman de 2015
A Copa Hopman de 2015 foi a 27ª edição do torneio entre países do tênis em mistas, organizada pela Federação Internacional de Tênis.
Agnieszka Radwańska e Jerzy Janowicz da Polônia bateram os estadunidenses Serena Williams e John Isner na final.

## Final

### Estados Unidos vs. Polônia
| Estados Unidos 1 | Perth Arena, Perth 10 de janeiro de 2015, 15h30min duro (coberto) | Perth Arena, Perth 10 de janeiro de 2015, 15h30min duro (coberto) | Polônia 2 |      |     |  |
| \| \| \| \| 1 \| 2 \| 3 \| \| \| - \| \| ----------------------------------------------------------------- \| ------- \| ---- \| --- \| \| \| 1 \| \| Serena Williams Agnieszka Radwańska \| 4 6 \| 7 63 \| 1 6 \| \| \| 2 \| \| John Isner Jerzy Janowicz \| 712 610 \| 6 4 \| \| \| \| 3 \| \| Serena Williams / John Isner Agnieszka Radwańska / Jerzy Janowicz \| 5 7 \| 3 6 \| \| \| |                                                                   |                                                                   |           |      |     |  |
| |                                                                   |                                                                   | 1         | 2    | 3   |  |
| 1 | Estados Unidos · Polónia                                          | Serena Williams Agnieszka Radwańska                               | 4 6       | 7 63 | 1 6 |  |
| 2 | Estados Unidos · Polónia                                          | John Isner Jerzy Janowicz                                         | 712 610   | 6 4  |     |  |
| 3 | Estados Unidos · Polónia                                          | Serena Williams / John Isner Agnieszka Radwańska / Jerzy Janowicz | 5 7       | 3 6  |     |  |